# 마를리즈 뮤노의 죽음
마를리즈 니콜 뮤노스는 미국 여성이었는데 2013년 11월과 2014년 1월 사이에 의료 윤리 논쟁의 중심에 그녀는 있었다.
그녀는 폐색전증 증상을 가졌고 뇌사로 판정되었다. 
왜냐하면 그녀가 임신했기 때문에, 뇌사 판정에도 불구하고 중환자실의 인공호흡기에 그녀의 몸을 텍사스 병원 의사들은 두었다. 
뮤노스의 남편은 [신체] 기관 보조[장치]로부터 그녀를 떼놓게 하는 법적 싸움에 들어갔다.
임신 환자에의 사전 의향서의 적용을 텍사스 법은 제한하지만 그의 아내가 법적으로 사망했기 때문에 그 법은 적용될 수 없다고 뮤노스의 남편은 주장했다.
2014년 1월 26일에 판사가 [신체] 기관 보조[장치]를 제거하라고 병원에 명령했고 그녀의 심장 기능은 정지했다.